# Gens Atilia

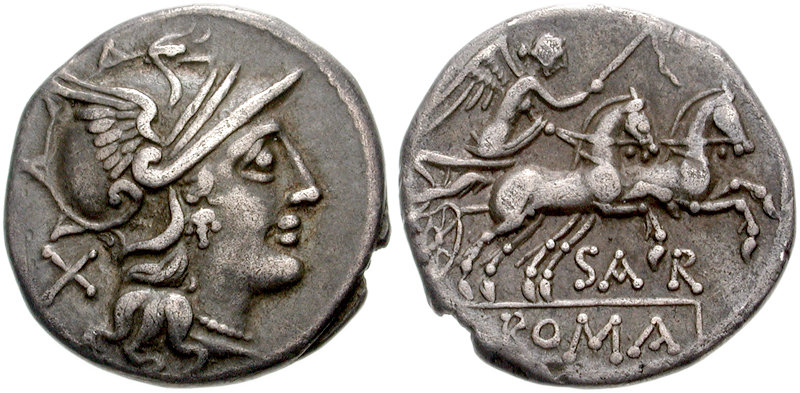
Roman Republic: Atilius Saranus. 155 BC. AR Denarius (18mm, 3.79 g). Helmeted head of Roma right Victory, holding whip, driving biga right. S A R below, ROMA in exergue

La gens Atilia, a veces escrito Atillia, fue una gens de la Antigua Roma que tuvo ramas patricia y plebeya.  El primer miembro que obtuvo el consulado fue Marco Atilio Régulo Caleno en 335 a. C. Los Atilios continuaron ostentando los más altos cargos del estado durante la historia de la República y también en época imperial.

## Praenomina
Los Atilios favorecieron los praenomina Aulo, Cayo, Lucio, Marco y Sexto. Otros praenomina no parecen haber sido utilizados antes de época imperial.